# Aconurella alticola
Aconurella alticola är en insektsart som beskrevs av Vilbaste 1980. Aconurella alticola ingår i släktet Aconurella och familjen dvärgstritar. Inga underarter finns listade i Catalogue of Life.